# Andrei Ivanovitch

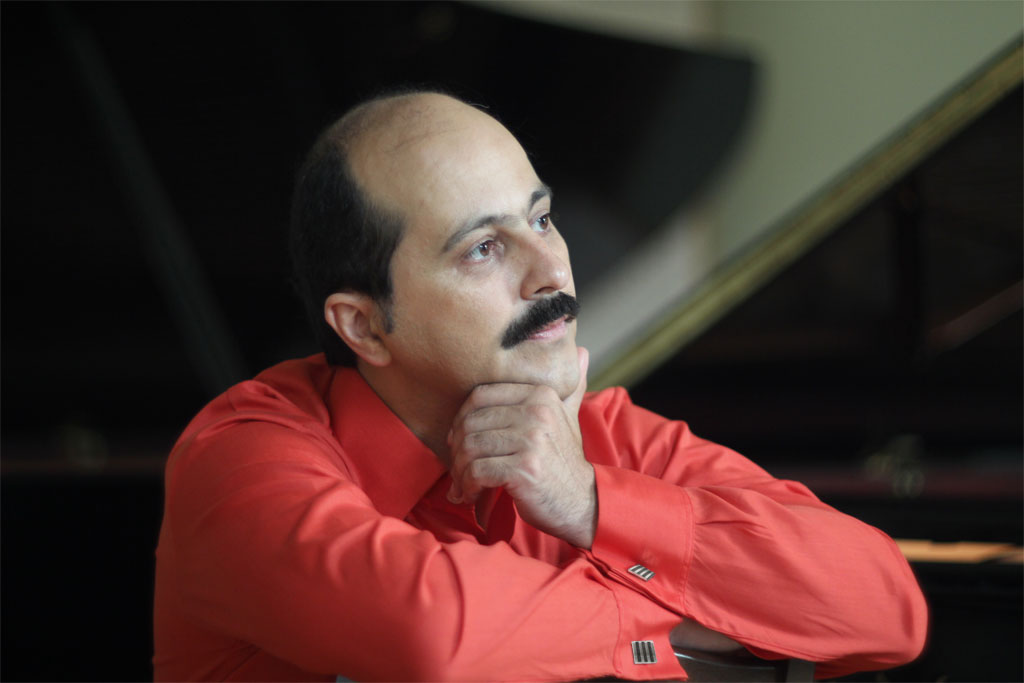
Porträt Andrei Ivanovitch

Andrei Ivanovitch (russisch Андрей Викторович Иванович Andrei Wiktorowitsch Iwanowitsch; * 1968 in Bukarest, Rumänien) ist ein rumänischer Konzertpianist.

## Leben
Andrei Ivanovitch, ein Großenkel des rumänischen Komponisten Iosif Ivanovici, ist in Sankt Petersburg (Russland) aufgewachsen und begann seine pianistische Ausbildung 1975 an der  Zentralen Musikschule des Staatlichen Leningrader Konservatoriums in der Klasse Nina Perunowas. Sein Studium absolvierte er mit Auszeichnung am Leningrader Konservatorium, an der Russischen Akademie für Musik in Moskau und an der Hochschule für Musik Karlsruhe bei Teodor Gutman, Nikita Jushanin und Peter Eicher. Während seines Studiums wurde Ivanovitch Laureat und Preisträger bei internationalen Wettbewerben in Köln (Stiftung Tomassoni) und Salerno/Italien (1. Preis) 1992, in Terni/Italien (3 Preis) 1994, in Maryland/USA (Sonderpreis) 1994, Cagliari/Italien (1 Preis) 1994, und beim World Piano Competition in Cincinnati/USA (1 Preis, Goldmedaille) 1994. Zu der Zeit spielte Andrei Ivanovitch mit den Sankt Petersburger Philharmonikern, dem Russischen Nationalorchester, dem Orchester der Staatskapelle (Sankt Petersburg), der Baden-Badener Philharmonie, den Tbiliser Philharmonikern.
Bei seinem Amerika-Debüt im Lincoln Center (New York) verglich die New York Concert Review seine pianistische Kunst mit der Dinu Lipattis. Seit 2003 ist er Ehrenmitglied der Chopin-Gesellschaft. Der kanadische Film Glenn Gould. The Russian Journey mit Ivanovitchs Interpretation der Kunst der Fuge von Johann Sebastian Bach wurde mit dem Grand Prix beim Internationalen Filmfestival in Montreal ausgezeichnet.
Neben Rundfunk- und Videoaufnahmen  hat Andrei Ivanovitch 15 CDs mit Werken von Chopin, Rachmaninoff, Debussy, Mussorgsky und Prokofjew eingespielt. Im Oktober 2007 traf er erstmals den Jazzpianisten Eyran Katsenelenbogen, um gemeinsam eine neue Form von Klavierkonzerten zu schaffen.

## Diskografie
- 1999: versch. Künstler Best of Mozart CD (1 von 8 tracks)
- 1999: versch. Künstler Best of Chopin – Grande Valse Brillante, Barcarole, etc CD (8 von 11 tracks)
- 2000: Ivanovitch & De Luca Chopin: Piano Concertos
- 2001: versch. Künstler Monet Collection – Romantic Moments CD (1 von 29 tracks)
- 2002: versch. Künstler 50 Classical Performances – Romantic Piano CD (24 von 50 tracks)